# Videmala
Videmala é um município da Espanha na província de Zamora, comunidade autónoma de Castela e Leão, de área 25,82 km² com população de 183 habitantes (2007) e densidade populacional de 8,37 hab/km².

## Demografia
| Variação demográfica do município entre 1991 e 2004 | Variação demográfica do município entre 1991 e 2004 | Variação demográfica do município entre 1991 e 2004 | Variação demográfica do município entre 1991 e 2004 |
| --------------------------------------------------- | --------------------------------------------------- | --------------------------------------------------- | --------------------------------------------------- |
| 1991                                                | 1996                                                | 2001                                                | 2004                                                |
| 255                                                 | 226                                                 | 189                                                 | 216                                                 |